# Pajemus Kårsavaggejaure
Pajemus Kårsavaggejaure, nordsamiska Bajimus Gorsajávri, är en sjö i Kiruna kommun i Lappland som ingår i Torneälvens huvudavrinningsområde. Sjön har en area på 1,03 kvadratkilometer och ligger 695,3 meter över havet. Sjön avvattnas av vattendraget Kårsajåkka.

## Delavrinningsområde
Pajemus Kårsavaggejaure ingår i delavrinningsområde (758686-160710) som SMHI kallar för Utloppet av Pajemus Kårsavaggejaure. Medelhöjden är 1 098 meter över havet och ytan är 35,11 kvadratkilometer. Det finns inga avrinningsområden uppströms utan avrinningsområdet är högsta punkten. Kårsajåkka som avvattnar avrinningsområdet har biflödesordning 2, vilket innebär att vattnet flödar genom totalt 2 vattendrag innan det når havet efter 495 kilometer. Avrinningsområdet består mestadels av kalfjäll (89 procent). Avrinningsområdet har 1,46 kvadratkilometer vattenytor vilket ger det en sjöprocent på 4,2 procent. Delavrinningsområdet täcks till 7,19 procent av glaciärer, med en yta av 2,5238 kvadratkilometer.